# Шрадин, Никлаус
Никлаус Шрадин (нем. Niklaus Schradin, или Nicolaus Schradin; около 1470, Алленсбах — между 14 февраля 1506 и 1518, Люцерн) — швейцарский хронист, писарь канцелярии аббатства Санкт-Галлена и городского совета Люцерна, автор «Хроники Швабской войны» (1500), первого исторического труда, изданного в Швейцарии.

## Биография
Происхождение точно не установлено, родился около 1470 года в Алленсбахе на Боденском озере. Гипотеза швейцарского историка XIX века Вольфганга Фридриха Мюлинена о происхождении его из Ройтлингена (Баден-Вюртемберг) не нашла убедительных доказательств. Впервые упоминается в документах бенедиктинского аббатства Святого Галла в Санкт-Галлене в сентябре 1491 года в качестве писаря монастырской канцелярии. Вероятно, своё образование получил в этой же обители.
В 1499 году числился в Санкт-Галлене нотариусом, в апреле 1500 года переехал в Люцерн, в июне поступив там на службу помощником городского писаря, а с 1503 года став третьим писарем местного городского совета. 14 апреля 1505 года стал гражданином г. Люцерна. Занимал свою должность до 14 февраля 1506 года, после чего следы его теряются.
Умер не позже 1518 года, когда вдова его Анна Гизин, урождённая Вагнерин, заказала по нему поминальную службу в люцернской францисканской Церкви Босоногих. Встречавшееся ранее утверждение, что он был жив ещё в 1531 году и числился в Люцерне хозяином гостиницы «У медведя», в настоящее время отвергнуто большинством исследователей.

## Сочинения
Является автором рифмованной «Хроники Швабской войны» (нем. Chronik des Schwabenkriegs), в основу которой положена была прозаическая хроника этого конфликта, принадлежащая перу его коллеги по канцелярии Санкт-Галлена Каспара Фрея. Помимо сочинения последнего, Шрадин, несомненно, использовал устные рассказы очевидцев и участников военных действий.
Написанная между октябрём и декабрём 1499 года на верхнеалеманнском диалекте ранненововерхненемецкого языка и состоящая из 1292 стихов с прозаическими вставками, хроника Шрадина подробно описывает практически все события войны швейцарских кантонов со Швабским союзом, поддержанным императором Священной Римской империи Максимилианом I, включая исторические сражения при Харде 22 февраля, при Швадерлохе 11 апреля, при Дорнахе 11 июля 1499 года и др.
В предыстории войны Шрадин, в частности, излагает, очевидно, заимствованную им из «Хроники Старой Цюрихской войны» Ганса Фрюнда (1447) и «Штреттлигской хроники» Элогия Кибургера (1487) расхожую легенду о шведском происхождении населения кантона Швиц, ставшего в 1291 году ядром будущей конфедерации.
Впервые хроника Шрадина была издана 1 сентября 1500 года в Зурзе (кантон Люцерн) и проиллюстрирована 42 гравюрами на дереве, посвящёнными истории всех десяти (к тому времени) кантонов Швейцарского союза. Ранее ошибочно утверждалось, что её напечатали ещё 14 января 1500 года, накануне праздника Антония Великого, как это можно было заключить из колофона, однако сегодня принято считать, что к тому времени автор ещё находился на службе в Санкт-Галлене и не мог находиться в Люцерне, указанный же праздник на самом деле является днём Св. Антония Апамейского, отмечавшимся в том году в Констанцской епархии 2 сентября.
Имя издателя хроники в Зурзе до сих пор не установлено; хотя использованный в её публикации стиль печати характерен для типографии базельского издателя Михеля Фюртера, а монограмма «DS» на украсивших её 42 гравюрах напоминает работы мастеров, также работавших в Базеле после Альбрехта Дюрера.
«Хроника Швабской войны» Шрадина пользовалась авторитетом у современников и была использована несколькими позднейшими швейцарскими летописцами, в частности, Петерманном Эттерлином в «Хронике Швейцарской конфедерации» (1507), Диболдом Шиллингом Младшим в «Люцернской хронике» (1513), анонимным продолжателем «Цюрихской хроники» Герольда Эдлибаха (1530), а также автором «Швейцарской хроники» Иоганном Штумпфом (1548).
Будучи первым напечатанным в Швейцарии историческим сочинением, хроника Шрадина свидетельствует о безусловном росте национального исторического сознания, хотя откровенно реакционные взгляды и профеодальные симпатии её автора вызывали острую критику со стороны ряда современников, например, страсбургского гуманиста Якоба Вимпфилинга.
Сохранилось не менее 12 экземпляров первого издания хроники, 6 из которых хранятся в собраниях публичных библиотек Швейцарии.

## Издания
- Nikolaus Schradin. Schweizer Chronik. Surse 1500. Faksimile Neudruck, cur. E. Weil. — München: Harro Jessen, 1927.